# Balberget
Balberget är ett 440 meter högt berg cirka fyra kilometer väster om Bjurholm i nordöstra Ångermanland. 
Berget är en del av bergsmassivet Ångermanbalen, som i sin tur brukar räknas som en utlöpare av Stöttingfjället. Runt bergets högsta topp, Balklinten, finns Balbergets naturreservat. Från toppen, som nås via en mycket brant stig, har man en utmärkt utsikt över Öreälvens dalgång och Bjurholm. Bergets karaktäristiska profil ses ofta som en symbol för Bjurholm, till exempel är det avbildat på Bjurholms kommuns webbplats.